# Flirting with Death
Flirting with Death er en amerikansk stumfilm fra 1917 af Elmer Clifton.

## Medvirkende
- Herbert Rawlinson som Billy Wardwell
- Agnes Vernon som Jane Higginbotham
- Frank MacQuarrie som Domino Dominick
- Mark Fenton som Dave Higginbotham
- Doc Crane som Ed Warmbath